# Autrécourt-sur-Aire
Autrécourt-sur-Aire é uma comuna francesa na região administrativa de Grande Leste, no departamento de Meuse. Estende-se por uma área de 10,85 km². Em 2010 a comuna tinha 121 habitantes (densidade: 11,2 hab./km²).